# Есаулко Григорій Григорович
Есаулко Григорій Григорович (1923—1945) — учасник Німецько-радянської війни, командир відділення 986-го стрілецького полку 230-ї стрілецької дивізії 5-ї ударної армії 1-го Білоруського фронту, Герой Радянського Союзу.

## Біографія
Народився 18 жовтня 1923 року в селянській родині в селі Мефодовка Харківської губернії (нині Середино-Будський район, Сумська область, Україна). Українець. Закінчив 7 класів. Працював у колгоспі.
У Червоній Армії з липня 1941 року. На фронті у Німецько-радянській війні з серпня 1941 року. Воював на Південно-Західному, Південному, 3-му Українському, 1-му Білоруському фронтах.
Командир відділення 986-го стрілецького полку (230-та стрілецька дивізія, 5-а ударна армія, 1-й Білоруський фронт) комсомолець молодший сержант Григорій Есаулко, в ході боїв в східній частині столиці гітлерівської Німеччини — міста Берліна, охороняв штаб полку.
26 квітня 1945 під час передислокації штаб зіткнувся з групою гітлерівців, які переховувалися в підвальних приміщеннях. Сміливо і рішуче вступивши з ними в бій, молодший сержант Есаулко завдав їм значних втрат, але й сам загинув в рукопашній сутичці. Похований у місті Мендзижеч (Любуське воєводство, Польща).
Указом Президії Верховної Ради СРСР від 15 травня 1946 року за зразкове виконання бойових завдань командування і проявлені при цьому геройство і мужність молодшому сержанту Есаулко Григорію Григоровичу посмертно присвоєно звання Героя Радянського Союзу.
Нагороди
Нагороджений орденом Леніна, орденом Червоної Зірки, медаллю.

## Вшанування
Середня школа села Мефодовка і її піонерська організація носили ім'я Григорія Есаулко.
У місті Середина-Буда Сумської області Україна встановлена меморіальна дошка.